# Esmond Harmsworth (2e vicomte Rothermere)
Esmond Cecil Harmsworth, 2e vicomte Rothermere (29 mai 1898 - 12 juillet 1978) est un homme politique conservateur britannique et magnat de la presse. 

## Jeunesse
Il est le fils de Harold Harmsworth, 1er vicomte Rothermere, qui a fondé le Daily Mail en partenariat avec son frère Alfred Harmsworth, 1er vicomte Northcliffe. Il fait ses études au Collège d'Eton et sert dans l'artillerie de Marine pendant la Première Guerre mondiale. Ses deux frères aînés sont tous deux tués au combat. Esmond sert comme aide de camp du Premier ministre à la Conférence de la paix de Paris. En 1919, il est élu député unioniste de l'île de Thanet, l'un des plus jeunes députés de l'histoire. Il sert jusqu'en 1929. 

## Carrière de presse
Après 1922, la société Daily Mail and General Trust est créée pour contrôler les journaux que Lord Rothermere a conservés après la mort de Lord Northcliffe (le Times, par exemple, a été vendu). Alors que son père fréquentait les nazis et flirtait avec le fait de devenir roi de Hongrie, il revient à Harmsworth de gérer les affaires. Son père prend sa retraite en tant que président d'Associated Newspapers en 1932 à l'âge de 64 ans, et Harmsworth reprend le poste jusqu'en 1971. Il est président et directeur des finances du groupe et président de Daily Mail & General Trust Ltd, la société mère, de 1938 jusqu'à sa mort. 
Harmsworth dirige les entreprises avec suffisamment de compétences pour qu'elles restent fermement sous le contrôle de la famille aujourd'hui, la contrôle majoritaire étant passée à son petit-fils, Jonathan Harmsworth (4e vicomte Rothermere) (en), et une minorité significative à Vyvyan Harmsworth, le fils du 2e vicomte par son troisième mariage. Jamais aussi flamboyant que son père ou son fils, il exerce son pouvoir sur Fleet Street aux côtés d'autres magnats de la presse dont les familles ont tous abandonné le contrôle de leurs avoirs aujourd'hui. 
Harmsworth a également un impact significatif sur le développement de l'Université Memorial de Terre-Neuve (la famille s'intéresse depuis longtemps à Terre-Neuve, ayant construit une usine de papier à Grand Falls-Windsor avant le déclenchement de la Première Guerre mondiale). La première résidence de l'Université au Paton College, connue sous le nom de Rothermere House, porte le nom du vicomte. Harmsworth est le premier chancelier de l'Université Memorial et le bienfaiteur qui a fourni les fonds pour construire la maison Rothermere.

## Vie privée
Lord Rothermere succède à son père dans la vicomté en 1940. Il s'est marié trois fois et a quatre enfants. Il épouse d'abord Margaret Hunam Redhead, fille de William Lancelot Redhead, le 12 janvier 1920 (divorce en 1938). Ils ont trois enfants: 
- Hon. Lorna Peggy Vyvyan Harmsworth (1920–2014) qui épouse Neill Cooper-Key (en) (1907–1981) et a deux fils et deux filles.
- Hon. Esmé Mary Gabrielle Harmsworth (1922-2011) qui épouse Rowland Baring, 3e comte de Cromer, et a deux fils et une fille par son premier mariage.
- Vere Harmsworth (3e vicomte Rothermere) (1925–1998)

Il se remarie à Ann Geraldine Mary Charteris, veuve de Shane O'Neill (3e baron O'Neill), qui est tué au combat en 1944 en Italie. Elle est également la fille du capitaine Hon. Guy Lawrence Charteris et Frances Lucy Tennant et petite-fille de Hugo Charteris (11e comte de Wemyss), le 28 juin 1945 (divorcés en 1952). Ann Charteris a ensuite épousé l'écrivain Ian Fleming en 1952. 
Lord Rothermere épouse, en troisièmes noces, Mary Murchison, fille de Kenneth Murchison, le 28 mars 1966, et a un deuxième fils : 
- Hon. Esmond Vyvyan Harmsworth (né en 1967), qui s'est installé à Cambridge, Massachusetts en 1993[4]

Lord Rothermere est décédé le 12 juillet 1978, âgé de 80 ans, et est remplacé par son fils aîné, Vere Harmsworth. 